# Villamediana (kommunhuvudort)
Villamediana är en kommunhuvudort i Spanien.   Den ligger i provinsen Provincia de Palencia och regionen Kastilien och Leon, i den centrala delen av landet, 190 km norr om huvudstaden Madrid. Villamediana ligger 787 meter över havet och antalet invånare är 228.
Terrängen runt Villamediana är huvudsakligen platt, men åt sydost är den kuperad. Runt Villamediana är det mycket glesbefolkat, med 5 invånare per kvadratkilometer. Närmaste större samhälle är Palencia, 14,2 km väster om Villamediana. Trakten runt Villamediana består till största delen av jordbruksmark.